# ピート・マラビッチ
ピーター・プレス・マラビッチ (Peter Press Maravich, 1947年6月22日 - 1988年1月5日) は、アメリカ合衆国・ペンシルベニア州アリクイパ出身の元プロバスケットボール選手。NBAのアトランタ・ホークスやニューオーリンズ・ジャズなどでプレーし、創造的なドリブルやパス、得点の技術において際立った存在であった。カレッジ・バスケットボール時代はLSUタイガースで活躍し、父であるプレス・マラビッチヘッドコーチのもとでプレーしていた。また、NCAAディビジョンIの歴代最多得点保持者であり、今も破られないであろう、通算3,667得点、1試合平均44.2得点という記録を残している。愛称は「ピストル・ピート」。1987年に殿堂入り。

## 少年期
父のプレス・マラビッチことピーター・マラビッチ・シニアは元プロバスケットボール選手でNBL、BAAで1945年から1947年までプレーし、のちに大学でバスケットボールチームの監督を務める人物だった。ピート・マラビッチは7歳の頃から父にバスケットボールの手ほどきを受け、日々何時間も練習に取り組んだ。ピート・マラビッチは3ヶ所の高校に通ったが、試合では一試合平均30得点以上をあげる選手になっていた。

## カレッジ時代
1966年、父はルイジアナ州立大学でバスケットボールの監督を務めることになり、息子のピート・マラビッチも同大学に入学した。当時の規則では1年生が公式戦に出場することは認められていなかったので、マラビッチは1年生のみのチームでプレーした。17試合の出場で、マラビッチは平均43.6得点、7.3アシスト、10.4リバウンドという記録を残した。
翌年、2年生に上がったマラビッチは父が指揮するチームで公式戦に出場するようになり、平均得点43.8、平均アシスト4、平均リバウンド7.5という成績をあげた。3年生、4年生時の平均得点は44点を超え、4年間の平均得点は44.2である。4年生の時にはジェームズ・ネイスミス賞を受賞した。
公式戦で残した通算3,667得点は現在でもNCAA記録である。他にも、4年間の平均得点 (44.2)、フィールドゴール成功数 (1,387) と試投数 (3,166)、1シーズンの総得点（1970年の1,381）などの他、フリースローに関する記録も持っている。

### NCAA キャリアスタッツ
| シーズン | チーム             | GP | GS  | MPG | FG%  | 3P% | FT%  | RPG  | APG | SPG | BPG | PPG  |
| -------- | ------------------ | -- | --- | --- | ---- | --- | ---- | ---- | --- | --- | --- | ---- |
| 1966–67  | ルイジアナ州立大学 | 19 | ... | ... | .452 | ... | .833 | 10.4 | ... | ... | ... | 43.6 |
| 1967–68  | ルイジアナ州立大学 | 26 | ... | ... | .423 | ... | .811 | 7.5  | 4.0 | ... | ... | 43.8 |
| 1968–69  | ルイジアナ州立大学 | 26 | ... | ... | .444 | ... | .746 | 6.5  | 4.9 | ... | ... | 44.2 |
| 1969–70  | ルイジアナ州立大学 | 31 | ... | ... | .447 | ... | .773 | 5.3  | 6.2 | ... | ... | 44.5 |
| Career   | Career             | 83 | ... | ... | .438 | ... | .775 | 6.5  | 5.1 | ... | ... | 44.2 |

## プロ時代
マラビッチは1970年のNBAドラフトでボブ・レイニア、ルディ・トムジャノビッチに続いて、アトランタ・ホークスより全体3位で指名された。同時にABAのカロライナ・クーガーズからも誘いを受けたが、マラビッチはホークスに入団した。クーガーズからは200万ドル、ホークスからは190万ドルの契約を提示されており、これは当時としてはかなり高額な契約だったことからチームのベテラン選手からは歓迎されていなかった。
マラビッチはABAに移ったジョー・コールドウェルの代わりとして1年目から活躍し、リーグ9位の平均23.2得点をあげオールルーキーファーストチーム入りした。チームはボルチモア・ブレッツに次いでセントラル・ディビジョン2位となりプレーオフ準決勝でニューヨーク・ニックスに敗れた。ルー・ハドソンやウォルト・ベラミーが活躍した翌シーズンは19試合に欠場、2年目のジンクスで平均19.3得点と成績を落としたがボストン・セルティックスとのプレーオフでは平均27.7得点をあげた。3年目のシーズンには平均26.1得点（リーグ5位）、6.9アシスト（リーグ6位）と復調、オールスターゲーム初出場を果たし、シーズン終了後にはオールNBAセカンドチームに選ばれた。チームは46勝36敗と勝ち越した。プレーオフで平均26.2得点をあげたが、またしてもボストン・セルティックスに敗れた。
続く1973-74シーズン、バッファロー・ブレーブスのボブ・マカドゥーに次いでリーグ2位の平均27.7点をあげた。この年2度目のオールスター出場を果たし、22分間の出場で15得点をあげた。
1974年にNBAの新たなチームとしてニューオーリンズ・ジャズが設立され、ジャズは地元の大学で活躍したマラビッチをトレードによって獲得した。ジャズでの1年目となった1974-1975シーズン、マラビッチは生涯最低のフィールドゴール成功率41.9%を残し、平均得点も21.5に落ちた。チームもNBAワーストの23勝59敗に終わった。翌シーズンは故障がちで62試合に出場し平均25.9得点（マカドゥー、カリーム・アブドゥル＝ジャバーに次ぐリーグ3位）、自己最高のフィールドゴール成功率45.9%の成績をあげて初のオールNBAファーストチームに選ばれた。
1976-77シーズンには73試合に出場、31.1得点をあげ、リーグの得点王を獲得、オールNBAファーストチームに選ばれた。1977年2月25日のニューヨーク・ニックス戦では68得点をあげた。
1977-78シーズン、マラビッチは膝の怪我とバクテリア感染に見舞われ、32試合に欠場、平均27.0得点をあげた。続くシーズンには怪我の影響で49試合の出場にとどまり、ベンチで過ごす時間も多くなった。
1979年にジャズはユタ州ソルトレイクシティに移転した。このシーズンにジャズはエイドリアン・ダントリーを獲得し、マラビッチの出場時間はさらに減少した。マラビッチはシーズンが始まってから2ヶ月余りが過ぎた1980年1月17日、契約を解消され、ボストン・セルティックスと契約した。セルティックスでも十分な出場時間を得られず、シーズンが終わるとマラビッチは引退した。

## プレースタイルと業績
少年時代のマラビッチは既に両脚の間を通すドリブル、背後でのドリブル、ノールックパスなどを会得しており、大学に入る頃には人目を引く派手なプレースタイルで人気を集めていた。マラビッチはトリッキーなドリブルやパスを高いレベルで行い、後年のマジック・ジョンソンやジェイソン・ウィリアムズの先駆けのような選手だった。
マラビッチは得点能力も高かった。数人をかわしてゴールに切り込むドリブル技術だけでなく、長距離のシュートにも長けていた。多くの得点記録を残した頃の大学バスケットボールではまだスリーポイントシュートがなかったが、マラビッチは今日ならばスリーポイントシュートになるほどの距離からもしばしば得点した。
マラビッチに対しては、個人的な能力や業績は素晴らしいがチームを勝たせる選手ではないという批判が常にあった。彼自身が主力選手だったホークス時代やジャズ時代でチームが勝ち越したのはホークス時代の1シーズンのみであり、プレーオフに出場できたのは新人の年から3年間、それも全て1回戦敗退だった。最後にボストン・セルティックスで過ごしたシーズンにセルティックスはリーグ最高勝率を記録し、プレーオフでは地区決勝まで進んだが、マラビッチの貢献は限定的なものだった。
1976年と1977年にオールNBAファーストチーム入り。オールスターには5度選出された。1986年にバスケットボール殿堂に推戴され、翌年殿堂入り。1996年にはリーグの「50年間の50人の偉大な選手」に選ばれた。10年間に渡るプロ時代で通算得点は15,948点、生涯平均得点は24.2点。
背番号7はニューオーリンズ・ジャズの後継であるユタ・ジャズで永久欠番になっている。ニューオーリンズ・ホーネッツはマラビッチの死後ニューオーリンズに移転したチームだが、ホーネッツは地元で活躍したマラビッチを讃え背番号7を永久欠番にしている。
練習熱心でも知られ、「練習に全力で取り組まない人はゲームで全力を出せない」と語っていた。

## NBAキャリアスタッツ

### レギュラーシーズン
| シーズン     | チーム       | GP  | GS  | MPG  | FG%  | 3P%  | FT%  | RPG | APG | SPG | BPG | PPG  |
| ------------ | ------------ | --- | --- | ---- | ---- | ---- | ---- | --- | --- | --- | --- | ---- |
| 1970–71      | ATL          | 81  | ... | 36.1 | .458 | ...  | .800 | 3.7 | 4.4 | ... | ... | 23.2 |
| 1971–72      | ATL          | 66  | ... | 34.9 | .427 | ...  | .811 | 3.9 | 6.0 | ... | ... | 19.3 |
| 1972–73      | ATL          | 79  | ... | 39.1 | .441 | ...  | .800 | 4.4 | 6.9 | ... | ... | 26.1 |
| 1973–74      | ATL          | 76  | ... | 38.2 | .457 | ...  | .826 | 4.9 | 5.2 | 1.5 | .2  | 27.7 |
| 1974–75      | NOJ          | 79  | ... | 36.1 | .419 | ...  | .811 | 5.3 | 6.2 | 1.5 | .2  | 21.5 |
| 1975–76      | NOJ          | 62  | ... | 38.3 | .459 | ...  | .811 | 4.8 | 5.4 | 1.4 | .4  | 25.9 |
| 1976–77      | NOJ          | 73  | ... | 41.7 | .433 | ...  | .835 | 5.1 | 5.4 | 1.2 | .3  | 31.1 |
| 1977–78      | NOJ          | 50  | ... | 40.8 | .444 | ...  | .870 | 3.6 | 6.7 | 2.0 | .2  | 27.0 |
| 1978–79      | NOJ          | 49  | ... | 37.2 | .421 | ...  | .841 | 2.5 | 5.0 | 1.2 | .4  | 22.6 |
| 1979–80      | UTA          | 17  | ... | 30.7 | .412 | .636 | .820 | 2.4 | 3.2 | .9  | .2  | 17.1 |
| 1979–80      | BOS          | 26  | 4   | 17.0 | .494 | .750 | .909 | 1.5 | 1.1 | .3  | .1  | 11.5 |
| 通算         | 通算         | 658 | ... | 37.0 | .441 | .667 | .820 | 4.2 | 5.4 | 1.4 | .3  | 24.2 |
| オールスター | オールスター | 4   | 4   | 19.8 | .409 | ...  | .778 | 2.0 | 3.8 | 1.0 | 0.0 | 10.8 |

### プレーオフ
| シーズン | チーム | GP | GS  | MPG  | FG%  | 3P%  | FT%  | RPG | APG | SPG | BPG | PPG  |
| -------- | ------ | -- | --- | ---- | ---- | ---- | ---- | --- | --- | --- | --- | ---- |
| 1971     | ATL    | 5  | ... | 39.8 | .377 | ...  | .692 | 5.2 | 4.8 | ... | ... | 22.0 |
| 1972     | ATL    | 6  | ... | 36.5 | .446 | ...  | .817 | 5.3 | 4.7 | ... | ... | 27.7 |
| 1973     | ATL    | 6  | ... | 39.0 | .419 | ...  | .794 | 4.8 | 6.7 | ... | ... | 26.2 |
| 1980     | BOS    | 9  | ... | 11.6 | .490 | .333 | .667 | .9  | .7  | .3  | .0  | 6.0  |
| 通算     | 通算   | 26 | ... | 29.1 | .423 | .333 | .784 | 3.6 | 3.8 | ... | ... | 18.7 |

### キャリアハイ

#### 40得点ゲーム
マラビッチはレギュラーシーズンでは、50得点以上を6回、40得点以上を35回達成している。プレーオフでのキャリアハイは37得点。
| 得点      | 対戦相手              | ホーム/アウェイ | 日付           | シーズン | FGM | FGA | FTM | FTA |
| --------- | --------------------- | --------------- | -------------- | -------- | --- | --- | --- | --- |
| 68        | New York Knicks       | Home            | 1977年2月25日  | 1976–77  | 26  | 43  | 16  | 19  |
| 51        | Kansas City Kings     | Home            | 1976年12月14日 | 1976–77  | 18  | 38  | 15  | 18  |
| 51        | Phoenix Suns          | Away            | 1977年3月18日  | 1976–77  | 21  | 34  | 9   |     |
| 50        | Philadelphia 76ers    | Home            | 1972年1月16日  | 1971–72  | 18  | 29  | 14  |     |
| 50        | Cleveland Cavaliers   | Home            | 1972年2月5日   | 1971–72  | 20  | 27  | 10  |     |
| 50        | Washington Bullets    | Home            | 1976年12月26日 | 1976–77  | 23  | 39  | 4   |     |
| 49 (OT)   | Golden State Warriors | Away            | 1976年2月10日  | 1975–76  | 18  | 36  | 13  |     |
| 47        | Atlanta Hawks         | Away            | 1975年2月8日   | 1974–75  | 18  | 37  | 11  |     |
| 46        | Los Angeles Lakers    | Away            | 1977年3月20日  | 1976–77  | 19  | 38  | 8   |     |
| 45        | Phoenix Suns          | Home            | 1972年11月18日 | 1972–73  | 15  |     | 15  | 18  |
| 45 (2 OT) | New York Knicks       | Home            | 1975年10月26日 | 1975–76  | 11  |     | 23  | 26  |
| 45        | Denver Nuggets        | Home            | 1977年4月10日  | 1976–77  | 13  |     | 19  | 22  |
| 44        | Cincinnati Royals     | Away            | 1971年3月13日  | 1970–71  | 18  | 27  | 8   |     |
| 44        | Philadelphia 76ers    | Home            | 1972年11月4日  | 1972–73  | 14  |     | 16  | 22  |
| 44        | Boston Celtics        | Home            | 1977年1月18日  | 1976–77  | 17  |     | 10  |     |
| 44 (OT)   | Kansas City Kings     | Home            | 1977年3月25日  | 1976–77  | 19  | 40  | 6   |     |
| 43        | Boston Celtics        | Home            | 1976年11月2日  | 1976–77  | 17  |     | 9   |     |
| 43        | Houston Rockets       | Home            | 1977年2月6日   | 1976–77  | 17  |     | 9   |     |
| 42        | Philadelphia 76ers    | Home            | 1972年12月23日 | 1972–73  | 15  |     | 12  |     |
| 42        | Buffalo Braves        | Home            | 1973年11月28日 | 1973–74  | 12  |     | 18  | 18  |
| 42        | Seattle SuperSonics   | Home            | 1975年1月17日  | 1974–75  | 16  |     | 10  |     |
| 42        | Cleveland Cavaliers   | Away            | 1977年12月27日 | 1977–78  | 17  |     | 8   |     |
| 41        | Buffalo Braves        | Away            | 1971年1月18日  | 1970–71  | 13  |     | 15  | 19  |
| 41        | Golden State Warriors | Away            | 1973年10月27日 | 1973–74  | 17  |     | 7   |     |
| 41        | Cleveland Cavaliers   | Home            | 1976年11月21日 | 1976–77  | 16  |     | 9   |     |
| 41        | Cleveland Cavaliers   | Home            | 1977年4月1日   | 1976–77  | 17  |     | 7   |     |
| 41        | New Jersey Nets       | Away            | 1977年10月21日 | 1977–78  | 12  |     | 17  | 18  |
| 41        | Kansas City Kings     | Home            | 1977年11月27日 | 1977–78  | 19  | 34  | 3   |     |
| 41        | San Antonio Spurs     | Home            | 1978年11月10日 | 1978–79  |     |     |     |     |
| 40        | New York Knicks       | Away            | 1970年11月24日 | 1970–71  | 17  |     | 6   |     |
| 40        | Phoenix Suns          | Away            | 1973年2月16日  | 1972–73  | 15  |     | 10  |     |
| 40        | Buffalo Braves        | Home            | 1975年1月19日  | 1974–75  | 17  |     | 6   |     |
| 40        | Chicago Bulls         | Away            | 1976年3月13日  | 1975–76  | 14  |     | 12  |     |
| 40        | San Antonio Spurs     | Home            | 1977年2月27日  | 1976–77  | 11  |     | 18  | 20  |
| 40        | Los Angeles Lakers    | Home            | 1977年12月13日 | 1977–78  | 19  | 35  | 2   |     |

#### トップアシストゲーム
| アシスト | 対戦相手            | ホーム/アウェイ | 日付          |
| -------- | ------------------- | --------------- | ------------- |
| 18 (OT)  | Detroit Pistons     | Home            | 1973年1月16日 |
| 17       | Seattle SuperSonics | Home            | 1975年1月17日 |
| 15       | Seattle SuperSonics | Home            | 1977年1月17日 |
| 15       | Buffalo Braves      | Home            | 1978年1月31日 |

#### レギュラーシーズン
| スタッツ               | 最高      | 対戦相手            | 日付           |
| ---------------------- | --------- | ------------------- | -------------- |
| フィールドゴール成功数 | 26        | vs. New York Knicks | 1977年2月25日  |
| フィールドゴール試投数 | 43        | vs. New York Knicks | 1977年2月25日  |
| フリースロー全て成功   | 18–18     | vs. Buffalo Braves  | 1973年11月28日 |
| フリースロー全て成功   | 15–15     | at Milwaukee Bucks  | 1972年1月23日  |
| フリースロー全て成功   | 17–18     | at New Jersey Nets  | 1977年10月21日 |
| フリースロー成功数     | 23 (2 OT) | vs. New York Knicks | 1975年10月26日 |
| フリースロー試投数     | 26 (2 OT) | vs. New York Knicks | 1975年10月26日 |
| リバウンド             | 15        |                     |                |

## 引退後
プロバスケットボールから離れたマラビッチは失意に沈んだが、ヒンドゥー教、ヨガ、UFO、菜食主義や自然食主義などに生きる方策を求めた末、キリスト教に傾倒するようになった。各地の教会を訪れる傍ら、バスケットボールのキャンプにも現れ指導を行った。自らが出演しバスケットボールの技術を解説するビデオも作られた。
1988年1月、カリフォルニア州パサデナでバスケットボールをしている最中に心臓発作に襲われ死去した。40歳だった。同年、当時のルイジアナ州知事の計らいでルイジアナ州立大学の体育館を改名する条例案が通過し、体育館は「ピート・マラビッチ・アセンブリー・センター」となった。
1996年にNBAが「50人の偉大な選手」を選出した時、50人の中で故人となっていたのはマラビッチだけだった。
この表彰式の際、亡き父の代わりに出席したマラビッチの子供達に対して、マジック・ジョンソンは「君達のお父さんこそ、本物のオリジナルだった」と声をかけた。